# 엘레나 리베라 비야호스
엘레나 리베라 비야호스(Elena Rivera Villajos, 1992년 8월 29일 ~ )은 스페인의 배우이다.